# Weg!
Weg! is een Afrikaanstalig outdoor- en reistijdschrift uit Zuid-Afrika en Namibië. Weg! werd voor het eerst gepubliceerd in april 2004 en is eigendom van Media24, dat onder het mediaconglomeraat Naspers valt.
Het tijdschrift richt zich op betaalbare bestemmingen in Zuid-Afrika en de rest van Afrika. Als aanvulling op reisartikelen bevat het blad ook fotoreportages over natuur en gerechten en recensies over auto's, boeken, muziek en materieel voor buitenshuis gebruik. Het tijdschrift gebruikt het motto "Jou reis begin hier".
De oorspronkelijke naam van het tijdschrift was Wegbreek, maar het werd gedwongen om zijn naam te veranderen na een rechtszaak met de uitgeverij Ramsay, Son & Parker, die de uitgever van het concurrerende blad Getaway was. De Engelse vertaling van Wegbreek, Break Away, zou te veel op de titel van het andere blad lijken.
In februari 2006 behaalde Weg! een oplage van 77.174 stuks (volgens het Audit Bureau of Circulations of South Africa), waarmee het zich het grootste outdoor- en reistijdschrift van Zuid-Afrika kon noemen. Dit werd versterkt na de lancering van het Engelstalige zustertijdschrift, Go!, in juni 2006. In november 2006 bezaten de zusterbladen een gezamenlijke oplage van 113.248 tijdschriften.
In december 2006 werd WegSleep, een voormalige bijlage over caravans en kamperen, gelanceerd als een onafhankelijk tijdschrift.
De oprichter en redacteur van het tijdschrift was Bun Booyens. Sinds begin 2014 is Pierre Steyn hoofdredacteur.

## Prijzen
Het tijdschrift heeft verschillende prijzen gewonnen, waaronder:
- 2005: Bij de cultuurprijzen van de Afrikaanse Taal- en Kultuurvereniging:[3]
  - Het ATKVeertjie vir tydskrifjoernalistiek voor reisredacteur en columnist Dana Snyman
- 2006: Bij de Sappi Pica Awards van de Magazine Publishers' Association of South Africa:[4]
  - De Jane Raphaely Award for Editor of the Year voor hoofdredacteur Booyens,
  - Het "beste tijdschrift" in de categorie "Reizen, Wildleven en Bescherming".
  - De "beste rubriek" voor "WegSleep" (dat op dat moment nog een rubriek binnen het blad was)
- 2006: Bij de cultuurprijzen van de Afrikaanse Taal- en Kultuurvereniging:[3]
  - Opnieuw het ATKVeertjie vir tydskrifjoernalistiek voor reisredacteur en columnist Dana Snyman
- 2006: Bij de ADvantage awards  van de Zuid-Afrikaanse tijdschriftenindustrie:
  - Beste magazine van het jaar
  - Beste magazine in de categorie "vrije tijd"
  - Beste tijdschriftenredactie van het jaar